# Клуб Общества политкаторжан и ссыльнопоселенцев

Клуб Общества бывших политкаторжан и ссыльнопоселенцев — здание в стиле конструктивизма, расположенное по адресу Поварская улица, 33, строение 1 в Центральном административном округе Москвы. Объект культурного наследия регионального значения, место дислокации театра киноактёра.

## История
Общество бывших политкаторжан и ссыльнопоселенцев было создано по инициативе Феликса Дзержинского, Яна Рудзутака, Емельяна Ярославского и других партийных деятелей и занималось сбором, изучением и публикацией материалов по истории царской тюрьмы, каторги и ссылки. В 1924 году при Обществе была создана музейная комиссия, которая начала работать над будущим музеем, посвящённом революционной эпохе и репрессивной политике царской системы. Для расширения исследовательской и просветительской работы Обществу потребовалось здание, которое вместило бы музей, архив и клуб. Проектирование будущего «Дома каторги» в 1926 году заказали у Леонида, Виктора и Александра Весниных. Проект был готов к 1927 году.
В качестве места для строительства рассматривались Остоженка и Антипьевский переулок, однако окончательный выбор пал на место снесённой церкви Рождества Богородицы в Кудрине на Поварской улице. В перспективе планировалось возвести между Поварской улицей, Новинским бульваром и Трубниковским переулком жилой квартал, центром которого должно было стать здание клуба и музея. Строительство было профинансировано Советом народных комиссаров СССР, который выделил на нужды Общества 750 тысяч рублей. К 1934 году было построено здание клуба (музейный корпус остался на бумаге), а в 25 июня 1935 года Президиум ЦИК СССР постановил ликвидировать Общество.
В 1936 году освободившееся здание занял кинотеатр «Первый», который проработал в помещениях бывшего клуба до 1945. В 1946 году здание перешло Государственному театру киноактёра союзного значения. После закрытия театра в 1957 году в здании разместился Дом кино. 31 октября 1958 года в помещениях бывшего клуба Общества политкаторжан состоялось общее собрание московских писателей, на котором из Союза писателей СССР был исключён Борис Пастернак. Воссозданный Театр киноактёра располагается в здании с 1969 года.

## Архитектура
Композиционно здание клуба Общества бывших политкаторжан и ссыльнопереселенцев представляет собой группу параллелепипедов разной ширины и высоты, динамику которой придаёт контраст глухих плоскостей стен и горизонтальных остеклённых поверхностей. Доминанта постройки — кубический объём малого зала, глухой торец которого нависает над портиком главного входа. В передней части здания расположены лестница с 3 прямыми маршами и винтовая лестница с остеклением. Ещё 2 лестницы в задней части здания создают полуцилиндрические объёмы, выступающие за пределы прямоугольной конструкции. Протяжённое музейное крыло, которое должно было уравновешивать сложную композицию, так и не было возведено.
Весниным удалось создать цельный, выразительный образ, отвечавший логике конструктивизма и разноплановому назначению здания. Однако ко времени окончания строительства авангардистская архитектура потеряла актуальность. Проект подвергся критике в печати. В статье журнала «Строительство Москвы» архитекторов упрекали в «омертвелости голых плоскостей», ослаблении монументальности композиции и отсутствии у здания «собственного лица». Стенгазета самого Общества бывших политкаторжан и ссыльнопереселенцев «Три централа» охарактеризовала здание двустрочием «Поди ж ты — строили дворец — А вышел колумбарий свайный». При участии нескольких скульпторов был разработан проект «обогащения» фасада конструктивистского здания, но из-за ликвидации Общества он так и не был воплощён.